# 残留農薬
残留農薬（ざんりゅうのうやく）とは、食物に残った農薬のこと。

## 概要
食品衛生法では、農薬取締法で定義される農薬に加え飼料添加物や動物医薬品についても、その残留量が基準を超えてはならないと定められている。残留基準は厚生労働省薬事・食品衛生審議会の答申を受けて厚生労働大臣が定め、別に定めのない限り、厚生労働大臣の定める残留基準は0.01ppmとされており、これを一律基準と呼ぶ。
農薬の残留基準は作物の種類ごとに定められている。これは少量しか摂取しない作物と大量に摂取する作物とでは残留濃度が同じでも体内に取り込む量が異なることや、調理の仕方によって取り除かれる割合が異なることなどによる。残留基準を定めるには動物実験を行って一日摂取許容量を決定するなど多大な時間とコストがかかるため、あらゆる作物に残留基準を定めることはできない。
基準値を超えた残留農薬が検出されて問題となるよくあるケースに、その作物に適用のない農薬（無登録農薬）がドリフトなどによって付着してしまったという例がある。この場合、残留していた量が適用のある作物で定められた残留基準に満たなくても、適用のない作物では一律基準が用いられるため、安全性とは無関係に基準値超過となってしまうことがある。

## 歴史
日本では1951年、厚生省がリンゴにおけるDDTの残留農薬基準を7ppmと定めたが、指導通知であり法的な拘束力は無かった。1968年に厚生大臣の諮問機関である食品衛生調査会が四食品（リンゴ、ブドウ、キュウリ、トマト）別に砒素、鉛、ベンゼンヘキサクロリド（BHC）、DDT、パラチオンの残留農薬許容量を答申。都道府県や農業団体に通達された。
日本国内において、残留農薬への不安は昭和30年代から高まりを見せていた。1956年（昭和31年）8月にライオン油脂から初めて発売された台所用洗剤には、野菜についた残留農薬も低減できる効能がうたわれていた。

## 定量が困難な薬剤
テトラサイクリン系抗生物質（TC系）はカルシウムなど2価の金属イオンとキレートを形成する為、厚生労働省通知の動物用医薬品一斉試験法で定量することは困難であった。TC系は主に成長促進剤として使用されている。また、耐性菌を発現させる原因にもなりえる。